# V de Vendetta (pel·lícula)
V de Vendetta (títol original en anglès: V for Vendetta) és una lliure adaptació de la novel·la gràfica V for Vendetta d'Alan Moore i David Lloyd. La pel·lícula va ser dirigida per James McTeigue i produïda per Joel Silver i les germanes Wachowski, Lana i Lilly, que van escriure el guió. Protagonitzada per Natalie Portman (Evey Hammond), Hugo Weaving (V), Stephen Rea (Finch) i John Hurt (Sutler), la pel·lícula mostra la història de V, un combatent per la llibertat que persegueix la destrucció d'un estat feixista, ubicat en l'Anglaterra de l'any 1997 (el futur, quan es va publicar l'obra: 1982-1985). Tot i que Alan Moore va exigir que el seu nom fos retirat dels crèdits de la pel·lícula, David Lloyd va donar suport a l'adaptació. La pel·lícula es va doblar i subtitular al català.

## Argument
El món ha sucumbit al caos del terrorisme, i a Gran Bretanya s'imposa el govern dictatorial de l'Alt Canceller Adam Sutler. V (Hugo Weaving), un misteriós emmascarat, planeja enderrocar al govern Anglès el pròxim 5 de novembre per l'aniversari de la mort del conspirador londinenc Guy Fawkes, de qui V porta la màscara. Però al camí de V s'interposarà una noia, Evey, (Natalie Portman), a través de la qual coneixerem el tràgic origen de l'emmascarat i els seus plans de venjança, així com la terrible mentida que oculta el govern de Sutler.

## Trama
La història succeeix al futur (2039). Gran Bretanya s'ha convertit en un estat totalitari governat per un règim anomenat Norsefire. Evey Hammond, una noia, és rescatada d'una violació produïda per la policia de l'estat per un home emmascarat anomenat "V". Després de rescatar-la, V porta a Evey al terrat d'un edifici per poder contemplar l'espectacular destrucció de Old Bailey acompanyada per l'Obertura 1812 de Txaikovski. El règim explica l'incident produït com una demolició planejada. V s'infiltra als estudis de la televisió nacional i amenaçant als funcionaris amb bombardejar l'edifici, pren el control de les emissions i televisa un missatge convocant al poble britànic a oposar-se dintre d'un any contra l'opressió al 5 de novembre, quan ell destruirà el Palau de Westminster.
Evey, que treballa per la televisió britànica, ajuda a V a escapar-se, però fen-t'ho, es queda inconscient. Per aquesta raó V la salva, portant-la cap a casa seva, on ell l'hi adverteix que haurà d'estar-se reclusa durant un any per motius de seguretat. Ella s'hi està per unes setmanes, però després de saber que V es dedica a matar els oficials del govern, s'escapa i fuig a casa d'un dels seus superiors i amics, Gordon Dietrich. Dietrich treballa com a presentador d'un programa nocturn i és empresonat i executat després de protagonitzar un episodi on fa una sàtira del Gran Líder, fent-lo quedar com un inútil i corrupte. Evey és capturada quan tracta d'escapar-se per la finestra i perd el coneixement.
Al recuperar el sentit es troba empresonada en una cel·la. És torturada durant alguns dies, se li rapa el cap i se la confina en una habitació decadent. Intentant trobar l'amagatall d'una rata descobreix una nota escrita en un paper de vàter, on es descriu la vida d'una noia homosexual. En aquesta nota s'explica com ella descobreix la seva sexualitat, com sofreix el rebuig de la seva família, com troba la seva ànima bessona durant un rodatge i finalment, com es detinguda i empresonada en un camp d'experimentació del govern pel nou règim per simplement ser lesbiana. D'alguna forma, la nota li dona una certa esperança per no perdre el seny.
Durant tota la seva estança a la presó se li recorda que, si no aporta cap informació sobre el terrorista que està posant en perill la continuïtat del règim, serà liquidada. Finalment, quan va a ser executada, descobreix que en realitat, es troba a la casa de V. Ell li anuncia que tot ha sigut mentida, i que ho ha fet per tal que de que es pugui alliberar de la por i les mentides. Evey primer s'enfada, però després s'adona que, com que ha plantat cara a la mort, és capaç de suportar qualsevol entrebanc que se li posi pel mig. Abandona a V i promet tornar a la seva mansió abans del 5 de novembre.
Mentrestant, l'inspector Finch, encarregat de investigar sobre V, descobreix la veritat sobre el règim. Vint anys abans, Gran Bretanya havia estat sotmesa a la guerra i el terrorisme. El partit socialista-conservador i extrem feixista Norsefire va portar a terme una forta reacció per tal de restablir l'ordre. El país estava completament dividit després de la pèrdua de llibertat després d'un atac bioterrorista que havia matat a més de 100000 persones. La por produïda per aquest incident va permetre a Norsefire que l'oposició no li digués res en contra i d'aquesta manera guanyar les següents eleccions. Sorprenentment una cura va ser descoberta immediatament després que Norsfire pugés al poder. Amb el consentiment del silenci de la població, Norsefire va declarar-se com el partit governant de la república totalitària, amb Adam Sutler com a Gran Canceller.
Pel que ha descobert, l'inspector prediu el desenvolupament dels esdeveniments que vindran posteriorment. Narrats per ell, explica la brillantor dels plans de V. La seva manipulació, la seva agenda negra, i finalment el repartiment de milers de mascares de Guy Fawkes a cada casa de la Gran Bretanya. Les escenes següents mostren com un home amb una màscara de Guy Fawkes reivindica "Anarchy in the U.K." una referència a la cançó de Sex Pistols com també al còmic de V de Vendetta que ha reconegut ser més un lluitador anarquista que no pas un llibertador. Una altra escena mostra a una noia jove que pintava el símbol de V de Vendetta a una paret, i que per equivocació un policia l'havia matat en pensar-se que era un revoltat. De cop aquest policia es veu envoltat de gent en què els seus pares hi són presents i comencen a colpejar a l'home fins a matar-lo. A partir d'aquí la revolta ja està en marxa i la caiguda del govern és imminent.
Com més s'apropa el 5 de novembre, més caos hi ha a la Gran Bretanya i més ressentiment hi ha des de la població cap a l'autoritat del govern. A la diada del 5 de novembre, Evey torna a visitar a V, el qual li ensenya un tren que ha estat emplenant amb dinamita per tal de poder destruir el Parlament a través d'una explosió duta a terme a l'abandonat metro de Londres. Ell li dona l'honor de destruir el Parlament a Evey, penant que l'última decisió no ha de ser presa per ell sinó per una persona que en els últims temps li ha suposat l'amistat que sempre havia somiat obtenir. Després d'això ell se'n va a trobar-se amb el líder del Partit Feixista, Creedy, amb qui ja havia planejat que ell li portaria el canceller a canvi de què V no tornés a dur cap acte de terrorisme. Creedy mata al Canceller davant de V, però ell no es rendeix. És disparat per la guàrdia de Creedy, i en el moment en què aquests carreguen les seves armes ell aprofita per matar-los a tots i liquidar a Creedy escanyant-lo pel coll.
Mortalment ferit, torna amb Evey i finalment, després de confessar-li el seu amor cap a ella, mor. Ella diposita el seu cos en el tren, al costat dels explosius, però quan està a punt d'accionar la palanca que el posa en funcionament, l'inspector Finch la descobreix i intenta detenir-la. En haver descobert la corrupció del règim de Norsefire, l'inspector acaba cedint i permet que Evey culmini el pla de V. Mentrestant, moltes persones surten als carrers de Londres i, utilitzant les màscares de Guy Fawkes que V havia enviat al poble, marxen cap al Parlament, on les forces militars baixen les armes davant la invasió pacífica dels civils. Finalment, arribada la mitjanit, mentre sona l'Obertura 1812 de Txaikovski pels altaveus de la ciutat, l'edifici és destruït pels explosius que transportava el metro.
Observant l'acció dels explosius, Finch li pregunta a Evey per la identitat de V i ella respon "ell era tots nosaltres".

## Repartiment
| Intèrpret        | Personatge                 | Veu en català       |
| ---------------- | -------------------------- | ------------------- |
| Natalie Portman  | Evey Hammond               | Núria Trifol        |
| Hugo Weaving     | V                          | Jaume Villanueva    |
| Stephen Rea      | Inspector Eric Finch       | Joan Massotkleiner  |
| Stephen Fry      | Gordon Deitrich            | Joan Carles Gustems |
| John Hurt        | Gran Canceller Adam Sutler | Ricard Solans       |
| Tim Pigott-Smith | Peter Creedy               | Josep Maria Ullod   |
| Rupert Graves    | Inspector Dominic Stone    | Xavier Fernández    |
| Roger Allam      | Lewis Prothero             | Jaume Comas         |
| Ben Miles        | Roger Dascombe             | Toni Mora           |
| Sinéad Cusack    | Dra. Delia Surridge        | Aurora García       |
| Natasha Wightman | Valerie Page               | Maria Moscardó      |
| John Standing    | Bisbe Anthony Lilliman     | José Antequera      |
| Eddie Marsan     | Brian Etheridge            | Norbert Ibero       |
| Clive Ashborn    | Guy Fawkes                 | cap                 |
| Guy Henry        | Conrad Heyer               | cap                 |
| Ian Burfield     | Informador                 | Oriol de Balle      |
| Billie Cook      | Nena de les ulleres        | Lara Ullod          |
| Cosima Shaw      | Patricia                   | Roser Aldabó        |
| Tara Hacking     | Vicky                      | Lara Ullod          |
| Andy Rashleigh   | Fred                       | Enric Hernández     |
| Adrian Finighan  | Presentador                | Daniel Albiac       |
| Malcolm Sinclair | Comandant Wilson           | Norbert Ibero       |
| Martin Savage    | Denis                      | Enric Hernández     |

## Simbologia i missatge polític

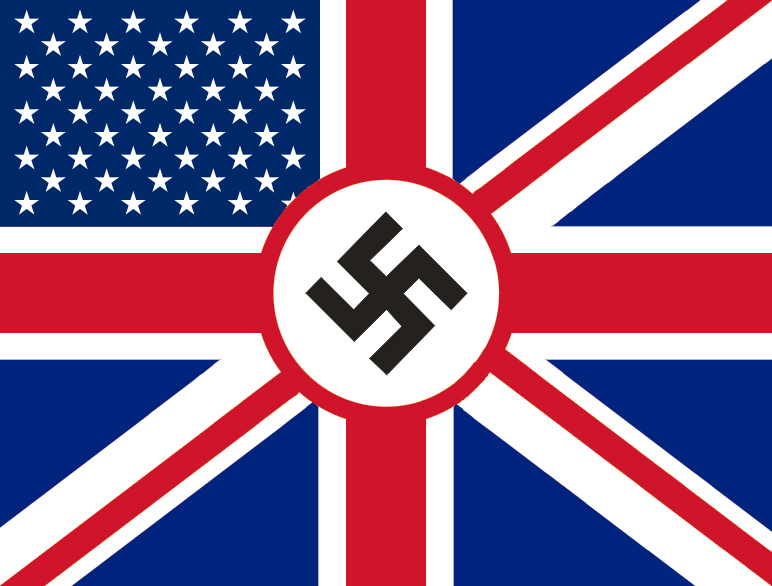
Bandera de l'habitació d'en Gordon.

- V porta a terme els atemptats a les 00:00 hores el 5 de novembre per commemorar el dia en què Guy Fawkes va intentar destruir el parlament britànic.
- Gordon té una habitació secreta on guarda diversos objectes. Un d'ells és una bandera de la Coalició de la voluntat (Coalition of the Wiling) la qual és una combinació de la bandera dels Estats Units i del Regne Unit amb una esvàstica nazi al centre. Gordon també guarda en secret una còpia de l'Alcorà, un llibre prohibit pel govern.
- Gran Bretanya està governada per un grup de fanàtics religiosos i corruptes que en el passat van dur a terme atacs terroristes contra la població i van culpar a un enemic estranger per consolidar-se i augmentar el seu poder.
- Les corporacions farmacèutiques realitzen experiments que no són revelats al públic, tant per incrementar els seus beneficis com per a finalitats bèl·liques als seus coneixements.
- Aquest grup inclou un arquebisbe pedòfil, que controla la cadena de televisió BTN la qual constantment transmet propaganda i inventa les notícies.
- BTN dona notícies sobre l'empitjorament de la situació internacional a la vegada que inventa per ordre del govern la notícia d'una pandèmia de grip aviària, per infondre por i implementar mesures de control més severes sobre la població, tal com fan algunes cadenes al món real.
- Als presoners del govern se'ls cobreix el cap amb una bossa, com en les presons de Guantanamo i Abu Ghraib, i una vegada a la presó, són vestits amb un uniforme ataronjat.

## Reaccions
La pel·lícula s'ha convertit en un èxit de taquilla als Estats Units, Singapur, Taiwan, Corea, Suècia i Filipines. Curiosament no ha tingut el mateix èxit a la Gran Bretanya, on s'ha mantingut en segon lloc per darrere de La Pantera Rosa. L'estrena a l'estat espanyol es va retardar fins al 7 d'abril, però les reaccions del públic van ser similars. En altres països de parla hispana l'estrena també es va realitzar més tard.
La pel·lícula ha estat durament criticada per Alan Moore, el guionista de la historieta, qui afirma que aquesta no representa la ideologia política de la seva obra, explícitament anarquista. D'altra banda, el creador i il·lustrador David Lloyd l'hi ha donat complet suport, participant en la seva creació, i va declarar que la versió és el més fidel que pot ser. La crítica mundial l'ha aclamat com una de les més provocatives des de Fahrenheit 9/11 i les comparacions amb "1984" (novel·la de George Orwell) són també nombroses.
Tot i que és una pel·lícula comercial, on el radicalisme s'ha limitat només a l'atac al totalitarisme i no com a proposta llibertària, alguns anarquistes han tractat d'usar l'interès en la pel·lícula per guanyar atenció per l'anarquisme com a teoria política. Per exemple, a Nova York, grups d'anarquistes van distribuir texts a l'exterior dels cinemes, van realitzar xerrades i accions de teatre al carrer buscant la curiositat del públic pel missatge anarquista de la pel·lícula. S'han dut a terme actes semblants en altres llocs dels Estats Units i en alguns d'Europa.
De totes maneres. els anarquistes han romàs una mica ambivalents sobre la pel·lícula, amb una facció d'ells que sent que l'obra original ha estat amputada per a satisfer a un públic massiu.
Les reaccions produïdes per la pel·lícula han arribat a grups molt diversos. Fins i tot, abans de la seva estrena comercial alguns mitjans es van avançar a titllar-la d'una glorificació del terrorisme. L'agència de notícies britànica Reuters se'n va fer ressò i en una nota titulada "Una crida revolucionària a les armes",
introduïa la pel·lícula com una obra en la que "els herois són terroristes".
Alguns comentaristes conservadors evangèlics dels Estats Units han atacat la pel·lícula a causa de la simpatia que aquesta suposadament mostra cap a l'homosexualitat i l'islam.
Per altra banda, els grups LGBT l'han avalat pel seu missatge valent i positiu cap als homosexuals.
També ha estat criticada des de l'esquerra. Alguns cercles socialistes han vist en la pel·lícula un al·legat del salvador individual que desperta a una societat zombi necessitada d'alliberadors, més que com un acte col·lectiu de revolució sorgit del mateix poble.